# Lü Zhi
Lü Zhi (chiń. trad. 呂雉; pinyin Lǚ Zhì; Wade-Giles Lü Chih, ur. 241 p.n.e., zm. 180 p.n.e.) – żona cesarza Gaozu, założyciela dynastii Han. Znana jako cesarzowa Lü (chiń. upr. 吕后; chiń. trad. 呂后; pinyin Lǚ Hòu), po śmierci męża jako cesarzowa wdowa Lü (chiń. upr. 吕太后; chiń. trad. 呂太后; pinyin Lǚ Tàihòu). Bardzo wpływowa za czasów panowania swego syna, cesarza Huidi, przejęła rządy jako regentka za panowania dwóch kolejnych, małoletnich cesarzy.

## Wczesne lata i okres panowania Han Gaozu
Lü Zhi, wywodziła się z rodu z Shandongu, urodziła się w Shanfu, gdzie jej ojciec przeniósł się, szukając schronienia przed swymi wrogami. Tam spotkał Liu Banga, który nie był jeszcze nikim ważnym, ale który zrobił na nim takie wrażenie, że zdecydował się na oddanie mu za żonę swej córki. Podczas walk o władzę w czasie, gdy upadała dynastia Qin, Lü Zhi i jej ojciec dostali się do niewoli Xiang Yu. Po zawarciu paktu między Xiang Yu i Liu Bangiem, gdy ten ostatni wstąpił na tron, uwolniona Lü Zhi została królową Han, a następnie, gdy Liu Bang ostatecznie pokonał Xian Yu – cesarzową Chin dynastii Han (w 202 r. p.n.e.).
Lü Zhi wspierała męża w konsolidacji władzy, wykazując się zdecydowaniem i bezwzględnością; według Han Shu była odpowiedzialna za śmierć wielu urzędników: w 196 r. przekonała cesarza do zgładzenia, prawdopodobnie fałszywie oskarżonego o konspirację, Peng Yue, obawiając się kłopotów z jego strony. Wykrywszy, że Han Xin spiskuje z przywódcą rebelii ze 197 r. p.n.e., Chen Xi, zwabiła go pod pretekstem świętowania zwycięstwa nad rebeliantami do pałacu, a następnie kazała stracić.
Była matką dwojga dzieci Liu Banga, z których syn, Liu Ying, został w 205 r. p.n.e. mianowany następcą tronu. Po śmierci męża, cesarzowa-wdowa Lü dopilnowała, by jej syn został koronowany, mimo że cesarz Gaozu miał faworyzować innego syna (nie dokonał jednak formalnej zmiany).

## Regencja

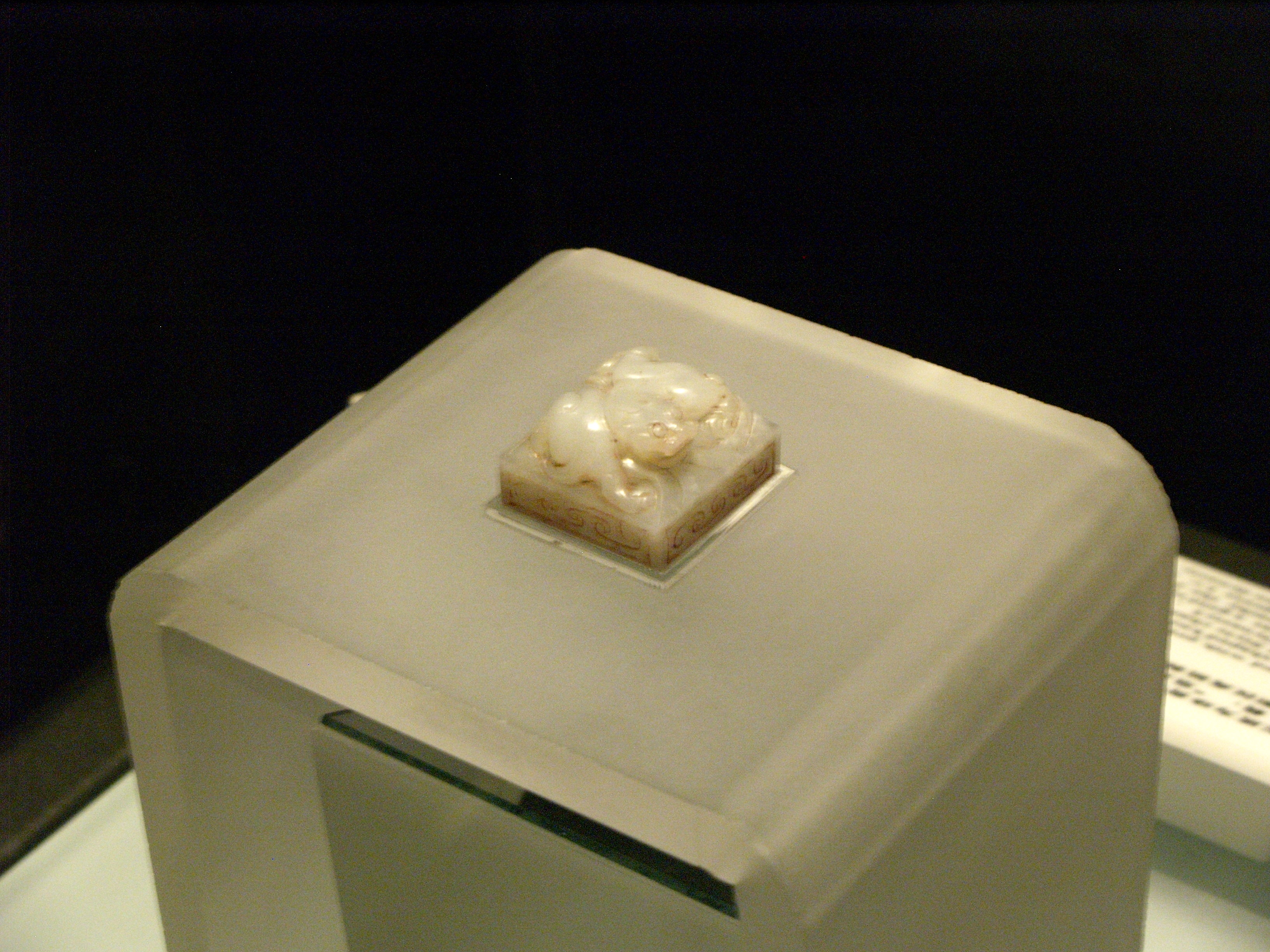
Jadeitowa pieczęć cesarzowej Lü. Muzeum Historyczne Shaanxi

Cesarzowa-wdowa, opisywana w kronikach jako okrutna, bezwzględna i rozpustna, miała doprowadzić do otrucia faworyzowanego syna Liu Banga, Liu Ruyi (mimo że jej własny syn, panujący cesarz Han Huidi, starał się go chronić); jego matkę, konkubinę Gaozu, damę Qi, najpierw uwięziła, a następnie nakazała torturować: odrąbano jej dłonie i stopy, oślepiono i wypalono trucizną krtań. Gdy pokazała swą ofiarę młodemu cesarzowi, ten, przerażony, wycofał się z życia publicznego. Uzyskawszy w ten sposób władzę, wzmacniała ją, eliminując trzech synów Han Gaozu i prześladując kolejnych. Swoją wnuczkę, Zhang Yan, wydała za swego syna-cesarza, a równocześnie doprowadziła do małżeństwa wielu kobiet z rodu Lü z przedstawicielami cesarskiego rodu Liu.
W 188 p.n.e. Han Huidi zmarł z przyczyn naturalnych. Cesarzowa-wdowa Lü doprowadziła do koronacji jego syna z konkubiny (oficjalna cesarzowa była bezdzietna), Liu Gonga. Nowy cesarz, Han Shaodi Gong, był małoletni. Gdy odkrył, że jego prawdziwa matka została zabita, poprzysiągł zemstę macosze, cesarzowej-wdowie Zhang Yan. Jego babka, Lü Zhi, usunęła zagrożenie, nakazując jego zamordowanie. Na tronie zastąpiło go kolejne dziecko-cesarz, Liu Hong. Za "panowania" wnuków, cesarzowa-wdowa Lü sprawowała pełnię władzy, przewodnicząc posiedzeniom rządu, a równocześnie wzmacniając pozycję swego rodu. Mianowała czterech jego członków królami (wang), co winno być zastrzeżone wyłącznie dla członków cesarskiego rodu Liu; dalszych sześciu zostało markizami (hou), a następni – generałami, co dawało jej pełną kontrolę nad siłami zbrojnymi wokół stolicy. Tuż przed śmiercią mianowała jeszcze dwóch następnych krewnych na najwyższe stanowiska w administracji: kanclerza i głównodowodzącego armii.
Cesarzowa Lü mogła osobiście wydawać cesarskie edykty – odnaleziono jej prawdopodobną pieczęć, zdobioną symbolami zarezerwowanymi zazwyczaj wyłącznie dla cesarza. Nie koronowała się jednak jako samodzielna cesarzowa, ustanawiając precedens, który naśladowały inne cesarzowe-regentki dynastii Han. Nazywano ją "żeńskim władcą" (nüzhu), a Sima Qian w swoich Zapiskach historyka poświęca jej panowaniu osobny rozdział.
Polityka wewnętrzna cesarzowej była stosunkowo łagodna, nastawiona na wzrost dobrobytu populacji. Podatki obniżono do 1/15 zbiorów, starców i dzieci wykluczono z kar cielesnych; odwołano dekrety zakazujące posiadania ksiąg i karzące za herezję; wprowadzono też coroczną rotację żołnierzy w garnizonach (wcześniej służyli przez czas nieokreślony). W 191 r. p.n.e. osoby wykazujące się wielką nabożnością synowską zostały zwolnione z szarwarku, by mogły służyć innym przykładem. Dwukrotnie też cesarzowa ogłaszała amnestię powszechną.
Polityka zagraniczna nastawiona była na łagodzenie konfliktów; wzrastającą siłę Xiongnu pod wodzą Maoduna usiłowano neutralizować ofiarowując dary i księżniczkę za żonę. Jednak za regencji Lü Zhi granice państwa Hanów były narażone na ataki – na północy w 181 i 182 r. p.n.e. Xiongnu atakowali Gansu, porywając ludzi w jasyr. Na południu, król Nanyue, Zhao Tuo, ogłosił się w 183 r. p.n.e. cesarzem, stawiając swój status na równi z dworem Han. Dwa lat później najechał też należące do Hanów terytoria królestwa Changsha.
Po śmierci cesarzowej, wykorzystując swą silną pozycję, ród Lü podjął próbę przejęcia pełni władzy i eliminacji cesarskiego rodu Liu. Jednak pozostali wnukowie Liu Banga, pod wodzą Liu Feia, króla Qi, zgromadzili dostateczne siły i ruszyli na Chang’an. Przejąwszy władzę i wymordowawszy ród Lü, Liu Fei koronował się jako cesarz Wen z dynastii Han.
Lü Zhi została pochowana w mauzoleum Changling, między innymi władcami dynastii Han, na północny zachód od Xi’anu.